# Панин, Игорь Викторович
И́горь Ви́кторович Па́нин (род. 9 ноября 1972, Тольятти, Куйбышевская область) — русский поэт, журналист, литературный критик.

## Биография
Родился 9 ноября 1972 года в Тольятти, позже семья переехала в Воронежскую область, в 1979 году — в Грузию. Окончил филологический факультет Тбилисского государственного университета.
Первый сборник стихов издал в Грузии в 1996 году. С 1998 года живёт в Москве, автор нескольких сборников стихов, публиковался в журналах «Нева», «Алтай», «Сибирские огни», «Дети Ра», «Дружба народов», «День и ночь», «Зинзивер» и др.

Сарказм и пафос мешая своеобразно, Панин творит собственную модель мировидения, проводимую через ленты стихов: и модель эта испускает достаточно яркий поэтический свет. — Александр Балтин
Помимо стихотворений пишет критические статьи, публицистику, рассказы и пьесы.
С 2000 года член Союза писателей России, входит в его Высший творческий совет.
Долгое время работал в «Литературной газете», где был обозревателем и возглавлял отдел поэзии.
После российского нападения на Украину, активно занимался волонтёрской деятельностью, неоднократно бывал на Донбассе, вместе с поэтом Алексеем Шороховым создал проект «„Буханка“ для Донбасса». В конце 2023 года «за самоотверженность, личный вклад в поддержку морально-психологического состояния и укрепление боевого духа участников специальной военной операции» был награждён медалью ордена «За заслуги перед Отечеством» 2-й степени.

## Интервью
С поэтом и военкором Алексеем Шороховым мы решили, что писателям нужно возить в Донбасс не только книги. Гораздо важнее то, в чём особенно нуждаются бойцы — это снаряжение, лекарства, электроника… Возникла идея подарить бойцам Народной милиции ДНР микроавтобус УАЗ СГР, давно получивший в народе прозвище «Буханка»…— Игорь Панин
- Стихотворчество сродни алкоголизму (2011)
- Совсем из ума выжили (2011)
- У Пропасти. Игорь Панин не верит в будущее России и русской Литературы (2012)
- Другого пути нет, если ты настоящий (2021)
- Большая война лучше маленькой… (2022)
- «Поэты строем не ходят»: литература вышла на войну (2023)

## Премии и награды
- Премия журнала «Дети Ра» (2013)
- Медаль ордена «За заслуги перед Отечеством» II степени (2023)[5]